# Портрет семьи Карла IV
«Портрет семьи Карла IV» — картина испанского художника Франсиско Гойи, начатая в 1800 и законченная летом 1801 года. Представляет собой групповой портрет испанского короля Карла IV с семейством в натуральную величину, наряженных в нарочито дорогие костюмы и со множеством украшений.
Картина имеет явные параллели с «Менинами» Веласкеса в естественном и правдоподобном изображении царственных особ. Однако, в отличие от тёплой атмосферы дворцового интерьера на картине Веласкеса, обстановка «Портрета» условна и служит исключительно сценой для безжалостной демонстрации персонажей, выполненных с предельной достоверностью, так что от зрителя не укрываются ни недостатки внешности, ни особенности их темперамента. Как и Веласкес в «Менинах», Гойя помещает на портрет себя, словно на миг оторвавшись от работы и обращаясь к зрителю: «Полюбуйтесь на них, и судите их сами».

## Персоналии

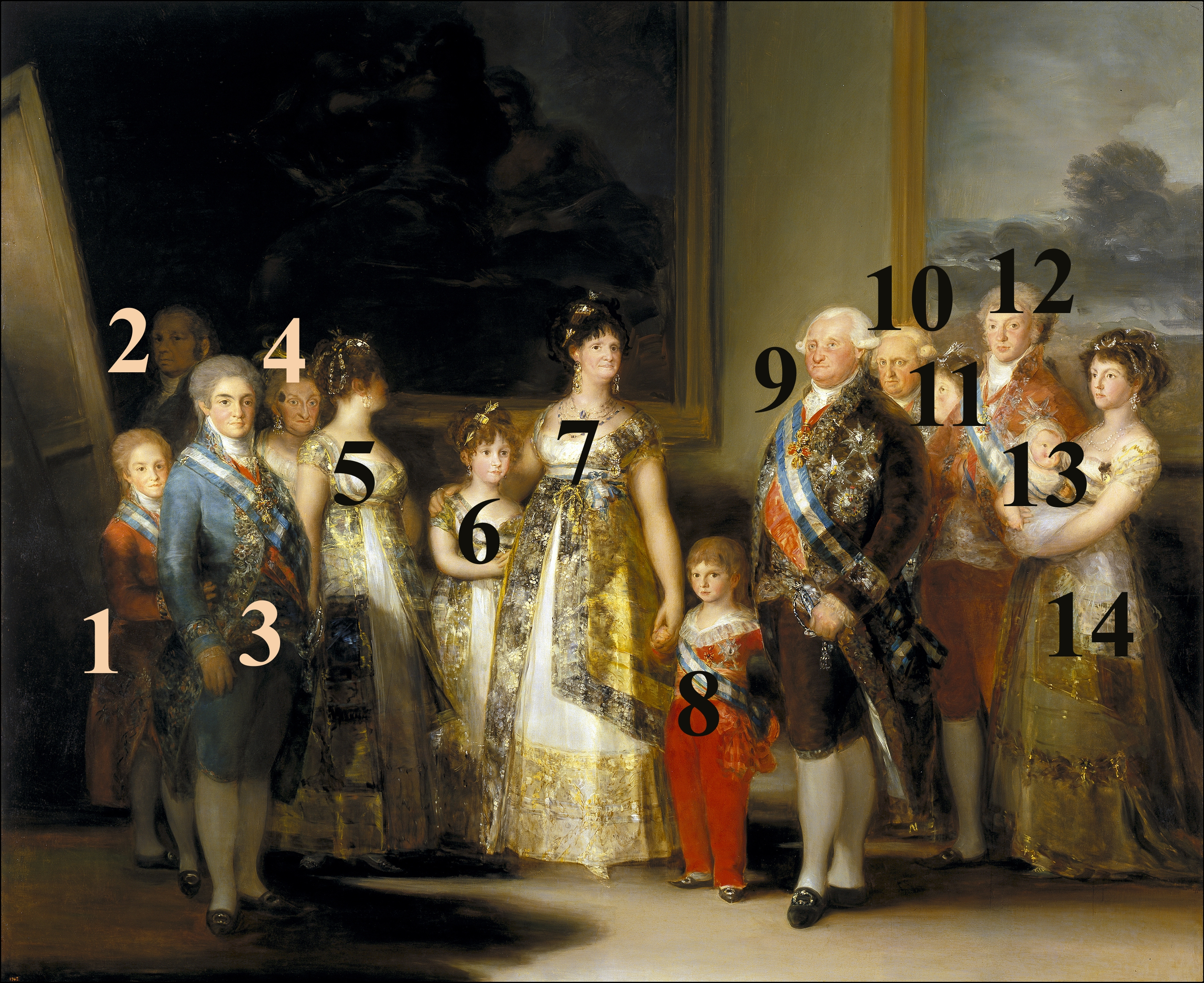

1. Дон Карлос Старший (1788—1855) — второй сын короля.
2. Франциско Гойя.
3. Будущий король Фердинанд VII (1784—1833) — первый сын короля.
4. Мария Хосефа Кармела Испанская (1744—1801) — сестра короля.
5. Будущая жена Фердинанда (на момент создания картины неизвестно, кто должен был ей стать).
6. Мария Изабелла Испанская (1789—1848) — дочь короля.
7. Мария Луиза Пармская (1751—1819) — жена короля.
8. Франсиско де Паула де Бурбон (1794—1848) — младший сын короля.
9. Карл IV (1748—1819) — король.
10. Инфант Антонино Паскуаль (1755—1817) — младший брат короля.
11. Карлота Жоакина (1775—1830), видна лишь часть головы — старшая дочь короля.
12. Людовик I, король этрурский (1773—1803) — зять короля.
13. Его сын Карл Людовик (1799—1883), будущий герцог Пармский.
14. Его жена Мария-Луиза Испанская (1782—1824) — дочь короля[4][5].